# Бульвар Мучеников Нации
Бульвар мучеников нации (алб. Dëshmorët e Kombit Boulevard) — главная улица Тираны, столицы Албании. Изначально она была спроектирована итальянским архитектором Армандо Бразини в 1925 году. В генеральный план Бразини позднее были внесены поправки другим итальянским архитектором-градостроителем Флорестано ди Фаусто, а в 1939 году, после итальянского вторжения в Албанию, свои изменения в него внёс итальянский архитектор и урбанист Герардо Бозио.
Широкая улица первоначально носила имя албанского короля Ахмета Зогу, а в 1939 году, после итальянского вторжения в страну, была переименована в Авеню [Итальянской] империи (итал. Viale del Impero). В 1934-1935 годах албанский инженер Джовалин Гядри возвёл над бульваром мост. В период коммунистической диктатуры в Албании на бульваре регулярно проводились большие парады, в том числе в День освобождения и Международный день трудящихся.
Вдоль этого бульвара располагаются многие значимые здания, в том числе Президентский дворец, Офис премьер-министра, Дворец конгресса, отель «Рогнер» и Тиранский университет. Бульвар идёт от южной части города в его центр, пересекаясь с бульваром Байрама Цурри у парка Риния. Затем бульвар становится частью площади Скандербега и идёт дальше на север от центра  - к бульвару Зогу I.
Бульвар был увековечен художником Эди Хилей  в серии его картин под названием «Бульвар мучеников нации».

## Галерея

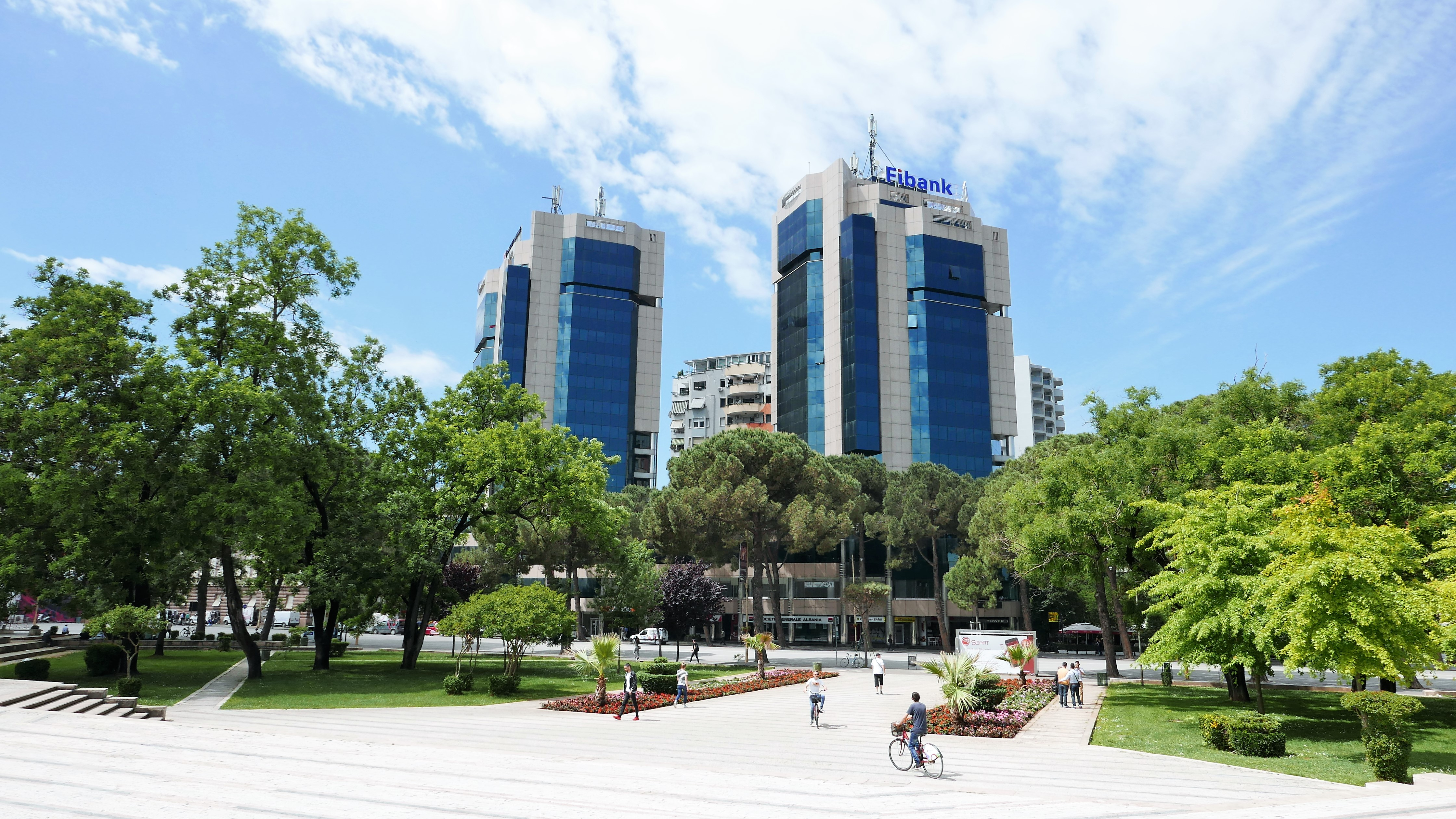
Вид на бульвар с Пирамиды
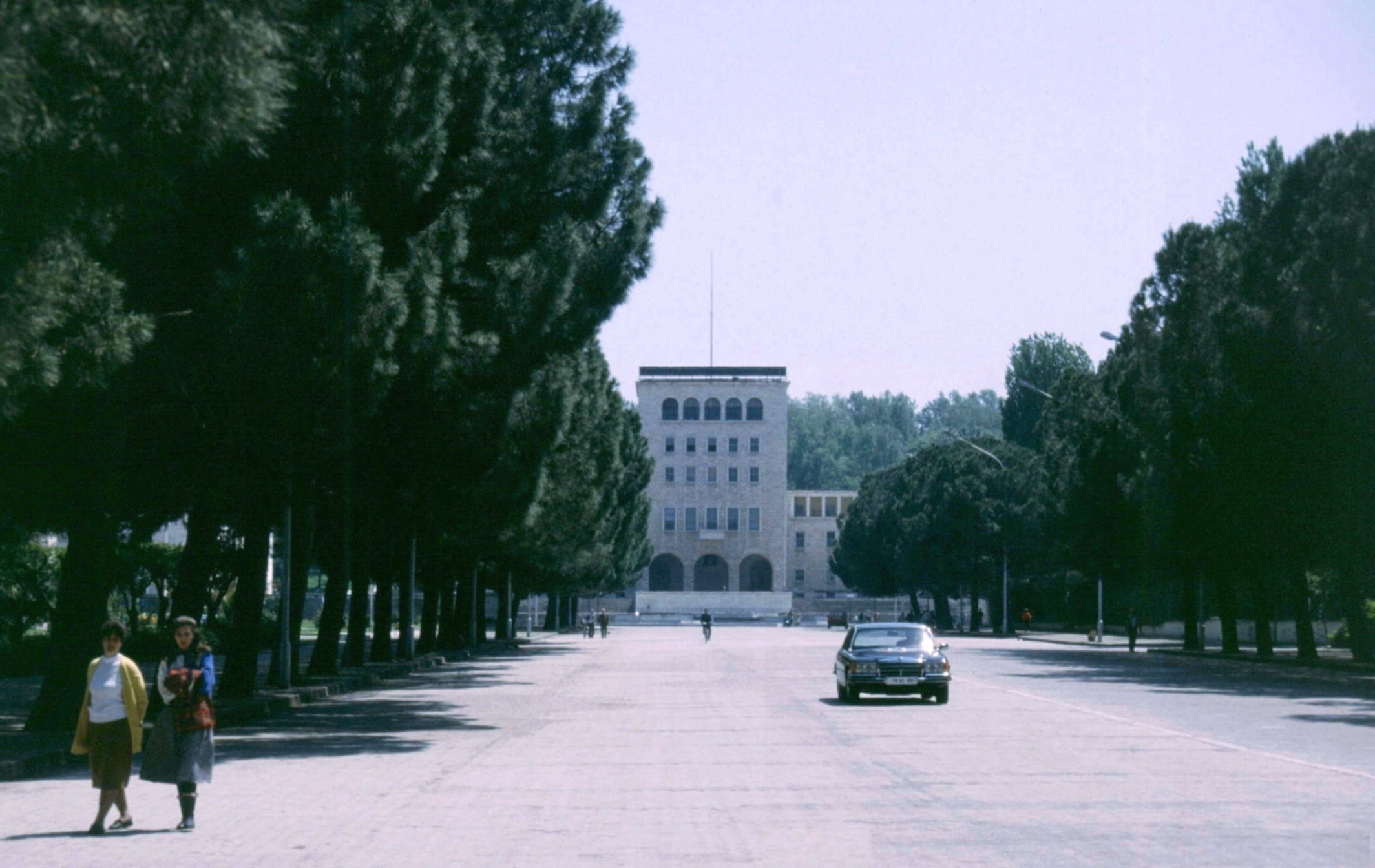
Старая фотография главного бульвара Тираны, где запрещено автомобильное движение
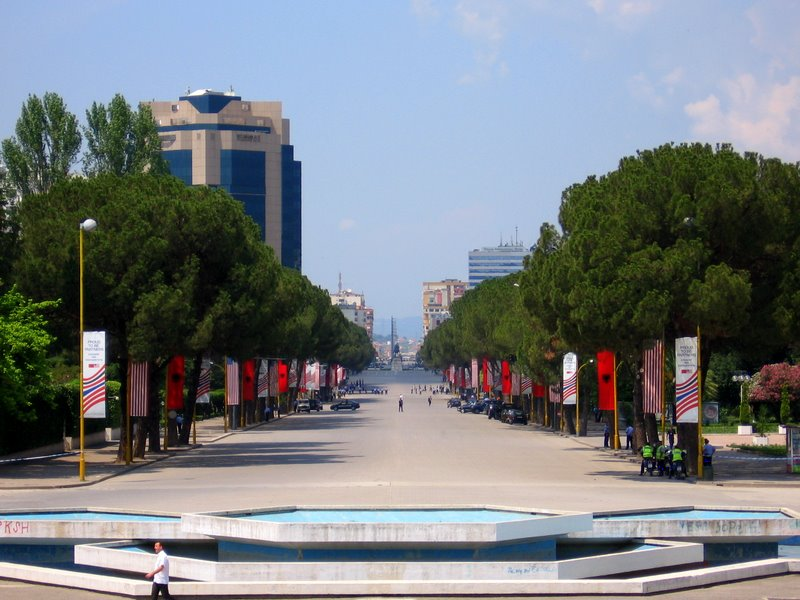
Вид на бульвар с южной стороны площади матери Терезы
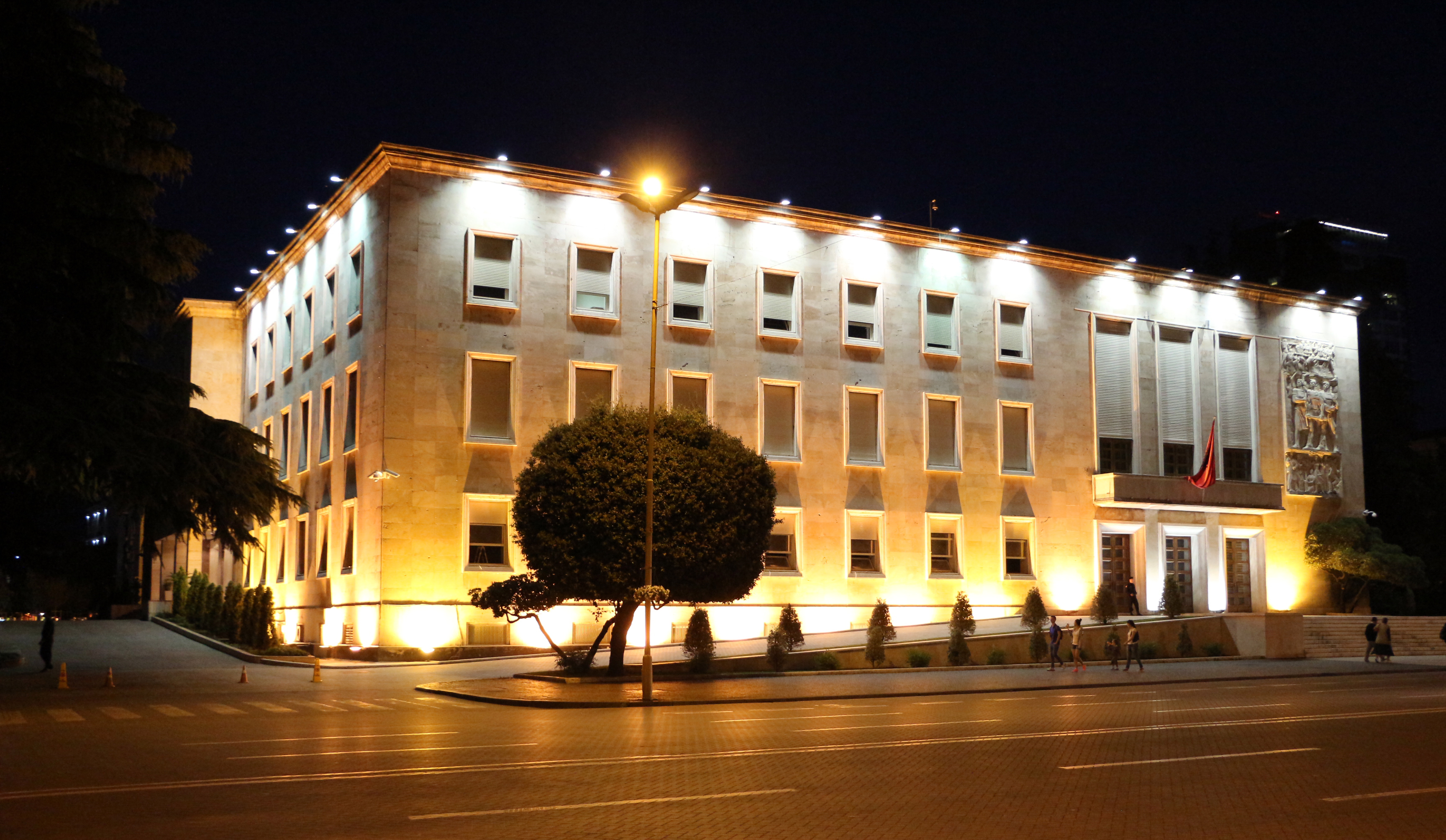
Здание Офиса премьер-министра[англ.]